# 伊斯特拉边区

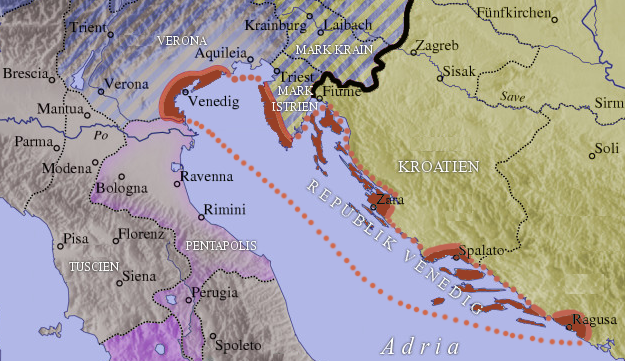
公元 1000 年左右的神圣罗马帝国的伊斯特拉边区、维罗纳边区、卡尼奥拉边区、克罗地亚边区和威尼斯共和国

伊斯特拉边区（或伊斯特拉藩侯国）最初是卡洛林王朝的边境边区，领土大致涵盖伊斯特拉半岛和周边地区一带，由查理曼的儿子意大利的丕平于789年征服。1364年后，它归于哈布斯堡君主国、奥地利帝国和奥匈帝国的统治。一战结束后，该领土被意大利王国吞并。

## 历史
公元前178年，该地被奥古斯都皇帝征服，并被纳入意大利行省东北部的威尼斯与伊斯特里亚半岛地区。随着罗马帝国的衰落和大规模的民族迁徙，568 年开始，阿尔博因国王领导下的伦巴第人征服了威尼斯，在那里他们建立了弗留利公国，这是他们伦巴底王国的一部分。但是伊斯特拉半岛仍然处于拜占庭（东罗马）的控制中，而南斯拉夫部落（克罗地亚人和斯洛文尼亚人）则定居在东部和北部。
749年，伦巴第国王埃斯托夫袭击了拜占庭剩余的意大利领土，甚至威胁到罗马的拜占庭教宗。在教宗匝加利亚没有得到君士坦丁堡的任何帮助的情况下，他与矮子丕平结盟，矮子丕平是阿尔卑斯山以北的法兰克王国宫相，他将其合法化为法兰克人的国王。755年，丕平入侵意大利，迫使埃斯托夫承认法兰克的宗主权。最后，丕平之子查理曼于773/774年将意大利王国并入加洛林帝国。

### 加洛林边区
查理曼起初将伊斯特拉半岛划归伦巴第的弗留利公国，该公国是他儿子丕平统治的意大利王国的一部分。虽然名义上是公国，但弗留利事实上仅是一个有公爵称号的边区，从776年开始便由法兰克人任命的人统治。
在弗留利的埃里克公爵于799年在法兰克与克罗地亚边境的特尔塞围攻中战死后，伊斯特拉作为边区领地首次出现。伊斯特拉被分封给法兰克人的亨弗里德伯爵，他也拥有福罗伊拉努斯公爵的头衔。它是与弗留利和卡兰塔尼亚一起的三个边区之一，保护意大利免受阿瓦尔人、斯拉夫人和马加尔人的侵袭。在9世纪的前十年，伊斯特拉由一位约翰公爵统治，名义上是拜占庭领土，但实际上是法兰克人的附庸。该地区当时有九个城市，其中最重要的是的里雅斯特。
在丕平国王多次试图征服亚得里亚海沿岸的威尼斯之后，他的父亲查理曼大帝于812年最终承认了拜占庭对该城市以及伊斯特拉的控制权，至少是其西海岸。在这之后，它陷入了不为人知的境地，但也许拜占庭人从未成功地在归还的领土上重建他们的统治，如果它们真的被移交了。伊斯特拉的剩余部分可能只是重新纳入了卡洛林王朝的弗留利公国。
829年，在最后一位弗留利公爵鲍德里克被废黜后，虔诚者路易皇帝在沃尔姆斯的帝国议会上将他庞大的公国分成了四个边区。伊斯特拉边区与弗留利边区由来自阿奎莱亚的埃伯哈德侯爵和他的安罗奇家族统治。843年凡尔登条约签订后，它成为了中法兰克王国的一部分，并在855年分配给皇帝路易二世的意大利王国。888 年，安罗奇家族的弗留利的贝伦加尔一世接替胖子查理成为意大利国王。